# 五股區
25°04′58″N 121°26′17″E / 25.082743°N 121.438156°E
五股區，舊稱「五穀坑」，前身「五股鄉」，位於臺灣新北市西北部，臺北盆地西部地帶，東以淡水河與臺北市相隔，北有觀音山。曾為臺北州新莊郡五股、臺北縣新莊區五股鄉及縣直轄五股鄉，五都改制後改隸新北市，為「五股區」。
自1984年五股工業區（今新北產業園區）成立後，成為臺北都會區重要的綜合工業區，使其產業特色為二級產業。商業活動主要集中在成泰路一帶，擁有政事、醫療、文教等機構分布，亦為五股區的人口主要分布地區。觀音山地區則以農業為主，最主要生產蔬菜與綠竹筍，並以綠竹筍發展當地的特色產業。

## 歷史
「五股」原名為「五榖坑」，根據一紙清治乾隆年代的契約，經輔大歷史系教授尹章義研考解讀，出自乾隆三十八年正月「劉伴郎退還田契字」契約，記載「興直山下外庄五榖坑口」明確的指出五股坑原名為「五榖坑」。，清治道光年間，臺灣閩南人、客家人逐漸遷入，「五榖坑」即簡化為「五谷坑」再轉音為「五股坑」。日治時期，又簡化稱之為「五股」。清治乾隆32年初，設置八里坌巡檢，五股坑區、八里坌、貴子坑區等隸屬巡檢管轄。
清治光緒20年（1894年），甲午戰爭之後，簽立馬關條約，進入臺灣日治時期，明治28年（1895年）日人施行地方官判，台北縣置支廳、五股隸屬滬尾(淡水)辦務署，1920年7月26日，臺灣地方行政制度改革，廢廳設州，州下設郡、市，郡下設街、庄:74。10月1日，實施新州制與市街庄制，五股屬臺北州新莊郡。五股庄分為觀音坑、洲子、成子寮、五股坑、石土地公、水碓、更寮、新塭等8個大字:75。
二戰後，1945年10月25日，中華民國接管臺灣。1946年1月16日，五股庄改為「五股鄉」，屬臺北縣新莊區。五股鄉轄興珍村、更寮村、竹華村、洲後村、集福村、觀音村、成州村、五龍村、五股村、德音村等10個村。1950年8月16日，調整行政區域並裁撤新莊區，五股鄉改由臺北縣直轄:75。之後境內村數歷經7次變更，至2010年為止，五股鄉共轄20個村:75－76。2010年12月25日，配合臺北縣改制為直轄市新北市，五股鄉改制為「五股區」。

## 地理

### 位置
五股區位於新北市西北部，台北盆地的西部，東接蘆洲區，西連林口區，南接泰山區，北以觀音山與八里區為鄰，東南與三重、新莊兩區相接，東北則以淡水河為天然界線與臺北市北投區相隔:25。

### 人口
根據新北市政府民政局統計，2024年五股區戶數約3.9萬戶，人口約9.4萬人，區內人口最多與最少的里分別是成泰里與更寮里，2024年底兩里人口分別為14,508人與1,142人，其中成泰里也是新北市人口第八大里。五股區人口的年齡構成中，0至14歲人口佔比約為10.96%，15至64歲人口佔比約為74.16%，65歲以上人口佔比約為14.88%，是新北市青壯年人口比例最高的行政區，在臺灣人口超過1萬人的市轄區中，是青壯年人口佔比最高的市轄區。

## 政治

### 歷任首長
鄉長時期
| 屆次 | 姓名   | 備註 |
| ---- | ------ | ---- |
| 1    | 陳盛藩 |      |
| 2    | 陳盛藩 |      |
| 3    | 陳燧栯 |      |
| 4    | 陳性儀 |      |
| 5    | 陳光明 |      |
| 6    | 陳光明 |      |
| 7    | 陳林讓 |      |
| 8    | 陳林讓 |      |
| 9    | 林大坤 |      |
| 10   | 林大坤 |      |
| 11   | 蔡郁男 |      |
| 12   | 蔡郁男 |      |
| 13   | 鄭漢騰 |      |
| 14   | 鄭漢騰 |      |
| 15   | 張當木 |      |

區長時期
| 任次 | 姓名   | 備註 |
| ---- | ------ | ---- |
| 1    | 張當木 |      |
| 2    | 施得仰 |      |
| 3    | 莊茂坤 |      |
| 4    | 洪崇璉 |      |
| 5    | 藍瑞珉 |      |

### 區政組織
五股區公所是新北市政府在五股區的派出機關，在中華民國政府架構中為市政府綜理區政的執行機關，上級業務監督機關為新北市政府。区长由市長任命，其任期為無任期保障。在區長及主任秘書之下，設有4課4室等8個內部單位。

### 行政區
現今五股區行政範圍的確立，來自於1920年10月1日，日本將臺灣十二廳改為五州二廳，設五股庄屬臺北州新莊郡:138。五股庄轄觀音坑、洲子、成子寮、五股坑、石土地公、水碓、更寮、新塭等8個大字:139。1946年1月16日，改為「五股鄉」，屬臺北縣新莊區:172。1950年8月16日，裁撤區署，五股鄉改直隸於臺北縣:173。2010年12月25日，臺北縣改制為直轄市，五股鄉改制為市轄區「五股區」，隸屬新北市:144。五股區的行政區劃轄有五龍里、更寮里、貿商里、興珍里、成泰里、民義里、五福里、五股里、成德里、成州里、成功里、六福里、德音里、陸一里、徳泰里、福德里、集賢里、水碓里、集福里、觀音里等20里，共計515鄰。

### 政府與民間機構
- 政府單位
  - 五股區公所
  - 五股區戶政事務所
  - 五股區衛生所
  - 五股區公立動物之家
  - 五股國民運動中心
  - 新北市五股老人公寓 (新北市政府委託民間辦理之老人福利機構，為新北市首座的老人公寓)
  - 新北市五股獅子頭公共托老中心
  - 五股陸光一村 (建於1966年，是中華民國陸軍總部第一個建村專案，也是當時臺北縣最大的眷村)
- 民間機構
  - 麗寶集團
  - 寶佳機構
  - 龍騰文化
  - 旺德電通
  - 鈊象電子股份有限公司
  - 臺灣可果美股份有限公司
  - 新北市工商展覽中心

## 產業
五股是新北市乃至於整個大台北地區主要的工業區之一，區內大型工廠有臺灣理研公司、萬源紡織廠，規模甚大員工達數百人；次為泰山、盛泰、泰源染整印花廠及福太洋傘關係企業、獅子油脂公司等。因新北產業園區的闢建，大小工廠、公司行號已達千餘家，使五股區朝向以工商業為主流導向的轉型期發展。
中興路一段設有「大都市科學園區」。
五股的農業以聞名全台灣之綠竹筍（俗稱觀音筍）為最大宗，清甜脆嫩、聞名遐邇，為五股之特產，亦為五股農民的主要收入之一。

### 企業
- 欣泰石油氣股份有限公司：天然瓦斯業者，經營服務區域包括新北市之樹林區、土城區、鶯歌區、三峽區、蘆洲區、五股區、泰山區、八里區、林口區九個行政區及桃園市龜山區迴龍里，總公司位於新北市五股區五工二路。（2013年7月總公司已遷至土城區中華路二段）

### 金融機構
- 五股郵局（三重21支）
- 五股褒仔寮郵局（三重22支）
- 五股中興路郵局（三重23支）
- 五股登林路郵局（三重46支）
- 五股五福路郵政辦所
- 五股區農會（本會、興珍辦事處、成州辦事處、德泰辦事處、五福辦事處、德音辦事處、成德辦事處、成功辦事處）
- 台灣銀行（五股分行）
- 永豐商業銀行（五股分行）
- 第一商業銀行（五股分行、五股工業區分行）
- 聯邦商業銀行（五股分行）
- 陽信銀行（五股分行）
- 玉山銀行（五股分行）
- 合作金庫銀行（五股分行、五股工業區分行）
- 淡水信用合作社（五股分社、成州分社）

### 購物與餐飲
- 五股公有市場[16]
- 五股黃昏市場
- 麥當勞-五股成泰餐廳
- 肯德基KFC-五股成泰餐廳
- 碧瑤山莊庭園餐廳

## 教育

### 軍警院校
- 憲兵訓練中心校本部

### 國民中學
- 新北市立五股國民中學

### 國民小學
- 新北市五股區五股國民小學
- 新北市五股區更寮國民小學
- 新北市五股區成州國民小學
- 新北市五股區德音國民小學

### 托兒所
- 貿商托兒所
- 德音托兒所
- 興珍托兒所
- 陸一托兒所
- 更新托兒所
- 成州托兒所

### 職訓中心
- 職訓局北區職訓中心
- 新北市勞工大學五股校本部

### 圖書館
- 新北市立圖書館五股分館
- 新北市立圖書館五股水碓分館
- 新北市立圖書館五股成功分館
- 新北市立圖書館五股成州圖書閱覽室
- 新北市立圖書館五股更新圖書閱覽室

## 醫療
- 輔仁大學附設醫院：位於新北市泰山區的醫院，為輔仁大學醫學院的主要教學醫院（簡稱輔大醫院）。2017年9月29日啟用，分等最初為地區醫院，2023年升格為區域醫院，主要服務範圍為新莊區、五股區、泰山區 (合稱「新五泰」地區) 等3個新北市行政區。

## 交通

### 國道與快速公路
國道一號（中山高速公路）是台灣第一條高速公路，大致以北北東—南南西走向蜿蜒經過五股區東南部，並在新五路交會處設有五股交流道。
汐止五股高架道路是與國道一號並行且位於其兩側之高架道路，南下方向可直接銜接五股楊梅高架道路，亦可經五股轉接道連接國道一號平面車道與五股交流道。
省道台64線又稱「東西向快速公路八里新店線」，自五股區西北部的觀音山隧道入區境後沿觀音坑溪谷地而行，至五股區東北部的淡水河西岸地帶轉向南沿二重疏洪道西側而行，最終於五股區東南端出區境。在五股區內設有觀音山交流道、五股一交流道、五股二交流道，後者設有連絡道可直接連接國道一號的五股交流道。
省道台65線是五股－土城的快速公路，又稱「新北市特二號道路」，其五股端交流道位於五股區西南端，可銜接新五路、國道一號的汐止五股高架道路或經由連絡道銜接省道台64線五股二交流道，亦可經由此線至土城端銜接國道三號。

### 公車
| 編號      | 起訖站                         | 經營業者             |
| --------- | ------------------------------ | -------------------- |
| 14        | 蘆洲－臺北車站                 | 大都會客運           |
| 261       | 蘆洲－台北市政府               | 三重客運             |
| 274       | 蘆洲－臺北車站                 | 大都會客運           |
| 508       | 泰山公有市場－大同之家         | 三重客運             |
| 520       | 新北產業園區－捷運民權西路站   | 三重客運             |
| 580       | 大窠橋－馬偕醫院               | 指南客運             |
| 581       | 五股坑－御史路                 | 國光客運             |
| 582       | 立體停車場－臺北車站           | 國光客運             |
| 583       | 五股坑－榮總                   | 國光客運             |
| 637       | 五股－臺北                     | 三重客運             |
| 638       | 五股－捷運南京復興站           | 三重客運             |
| 638副     | 五股－捷運輔大站               | 三重客運             |
| 640       | 五股－捷運台大醫院站           | 三重客運             |
| 641       | 五股坑－臺北車站               | 三重客運             |
| 704       | 八里－北門                     | 三重客運             |
| 704區     | 八里－捷運蘆洲站               | 三重客運             |
| 758       | 五股－麟光                     | 指南客運             |
| 783       | 五股－台北                     | 三重客運             |
| 785       | 觀音山－北門                   | 三重客運             |
| 797       | 五股－台北市政府               | 指南客運             |
| 801       | 五股－松山機場                 | 指南客運             |
| 803       | 五股－松山機場，經五股貿商國宅 | 指南客運             |
| 805       | 五股－土城                     | 三重客運、台北客運   |
| 806       | 蘆洲－板橋                     | 三重客運、台北客運   |
| 813       | 五股－中和                     | 指南客運、光華巴士   |
| 816       | 三重商工－捷運士林站           | 中興巴士             |
| 822       | 五股立體停車場－林口長庚醫院   | 三重客運             |
| 835       | 新北產業園區－捷運台大醫院站   | 三重客運             |
| 838       | 泰山－捷運關渡站               | 指南客運             |
| 857       | 淡海－板橋                     | 三重客運             |
| 880       | 樹林－淡海                     | 指南客運             |
| 883       | 樹林－淡海                     | 指南客運             |
| 899       | 捷運蘆洲站－捷運新北產業園區站 | 三重客運             |
| 938       | 五股－捷運台大醫院站           | 指南客運             |
| 947       | 淡海新市鎮－板橋               | 指南客運、淡水客運   |
| 963       | 八里－板橋                     | 指南客運、淡水客運   |
| 963直達車 | 八里－板橋                     | 指南客運、淡水客運   |
| 982       | 新莊－新店                     | 首都客運、大都會客運 |
| 橘10      | 泰山－捷運三民高中站           | 指南客運             |
| 橘13      | 三重－五股                     | 首都客運             |
| 橘16      | 三重－捷運三民高中站           | 中興巴士             |
| 橘17      | 新北產業園區－捷運三民高中站   | 大都會客運           |
| 橘19      | 五股－三重                     | 三重客運             |
| 橘19副    | 五股－三重                     | 三重客運             |
| 橘20      | 觀音山－蘆洲                   | 三重客運             |
| 橘25      | 蘆洲－三重國小站               | 三重客運             |
| 跳蛙      | 淡海新市鎮－板橋               | 淡水客運             |
| 跳蛙      | 五股－內湖科技園區             | 三重客運             |

### 新北市新巴士
- 三洋通運
  - F212副 泰山公有市場－貿商國宅

### 主要道路

#### 市道
- 市道103號成泰路四段、成蘆大橋－向北連接八里、向東南跨越二重疏洪道連接蘆洲。
- 市道107號成泰路一段、二段、三段－貫穿五股全境，五股最重要的道路，縱貫聚落區且連接泰山。
- 107甲線新五路－五股交流道所在地，道路寬闊筆直，車流量大。
- 市道108號中興路－東西向貫穿五股，連接三重和林口。

#### 區道
- 北49線荖阡坑路－通往八里重要道路之一。
- 北53線民義路二段－通往觀音山重要道路之一。
- 北53-1線凌雲路一段、二段、三段、洲后路－通往觀音山、蘆洲重要道路之一，可連接台64線。
- 北55線御史路－通往觀音山重要道路之一。
- 北56線孝義路、田埔巷。
- 北57線壟鉤路－通往林口重要道路之一。
- 北58線外寮路－通往林口重要道路之一。
- 北59線疏洪一路。
- 北63線疏洪十路、四維路。

### 五股重要道路
- 成泰路一段至四段－五股通往泰山、八里、淡水地區重要道路，因連結五股成州地區、泰山兩地而得名。目前主要商家所在，是當地最熱鬧的一條街之一。
- 工商路－五股目前主要商家所在，是當地最熱鬧的一條街之一。
- 明德路－德音地區主要道路。
- 新五路一段至二段－以家具大道聞名，中山高速公路五股交流道、台65線亦在此處。是五股通往泰山、新莊重要道路。
- 中興路一段至四段－通往三重地區道路，一段到二段為更寮地區；三段到四段為許多五股公家機關所在地方，中間被二重疏洪道分割。
- 民義路一段至三段－通往林口地區以及觀音山之道路，是當地最熱鬧的一條街之一。
- 新五路三段－五股洲子洋重劃區主要幹道之一，預留空間作為五股泰山輕軌車道使用。
- 凌雲路一段至三段－通往觀音山之重要道路。
- 四維路－為更寮、興珍地區重要道路，可通往蘆洲、三重地區。

### 未來

#### 捷運
台北捷運
- 環狀線 （興建中）：Y21站 – Y22站

#### 輕軌
新北捷運
- 五股泰山輕軌 （規劃中）：F6站 – F7站 – F8站 – F9站 – F10站

## 觀光

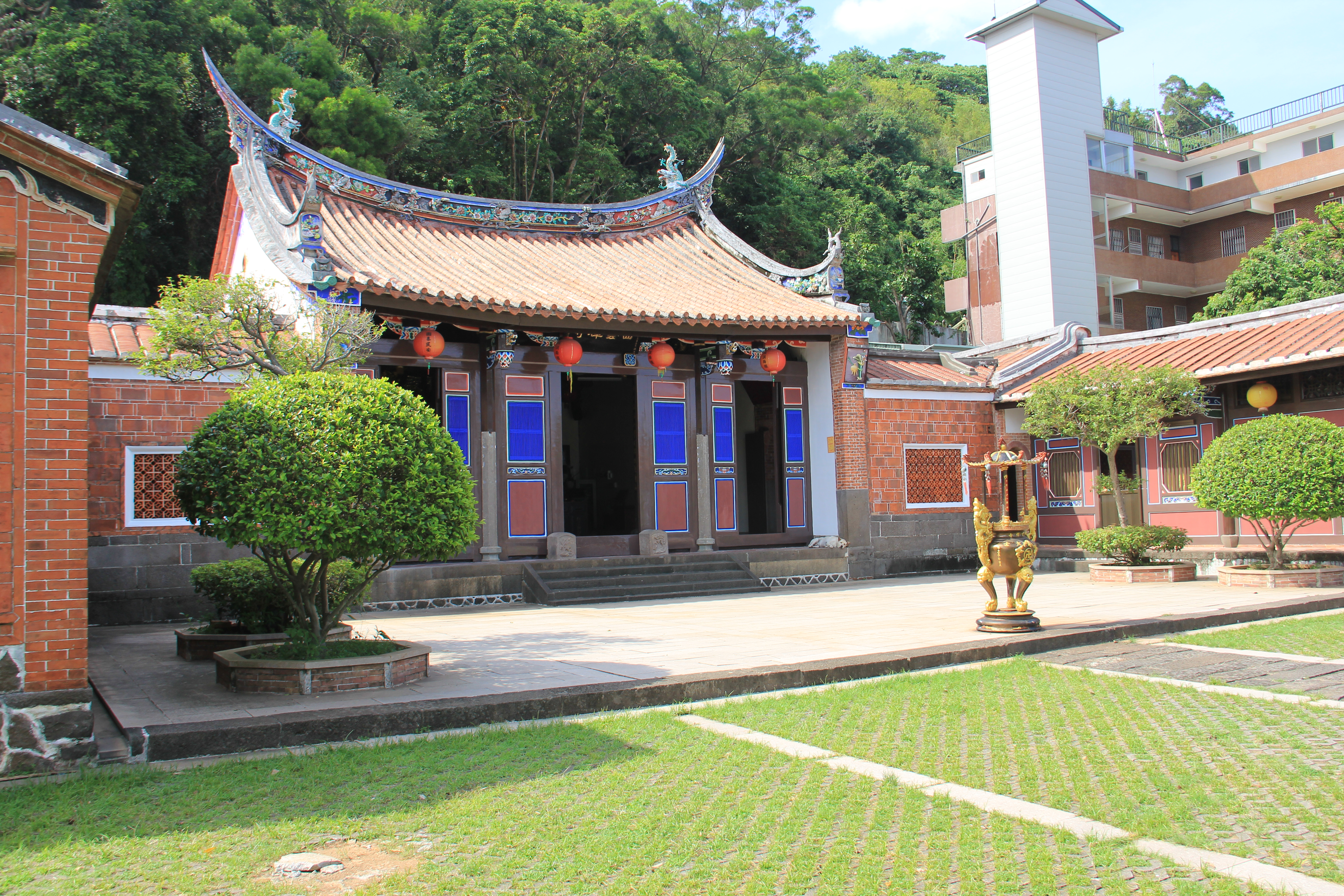
五股西雲寺

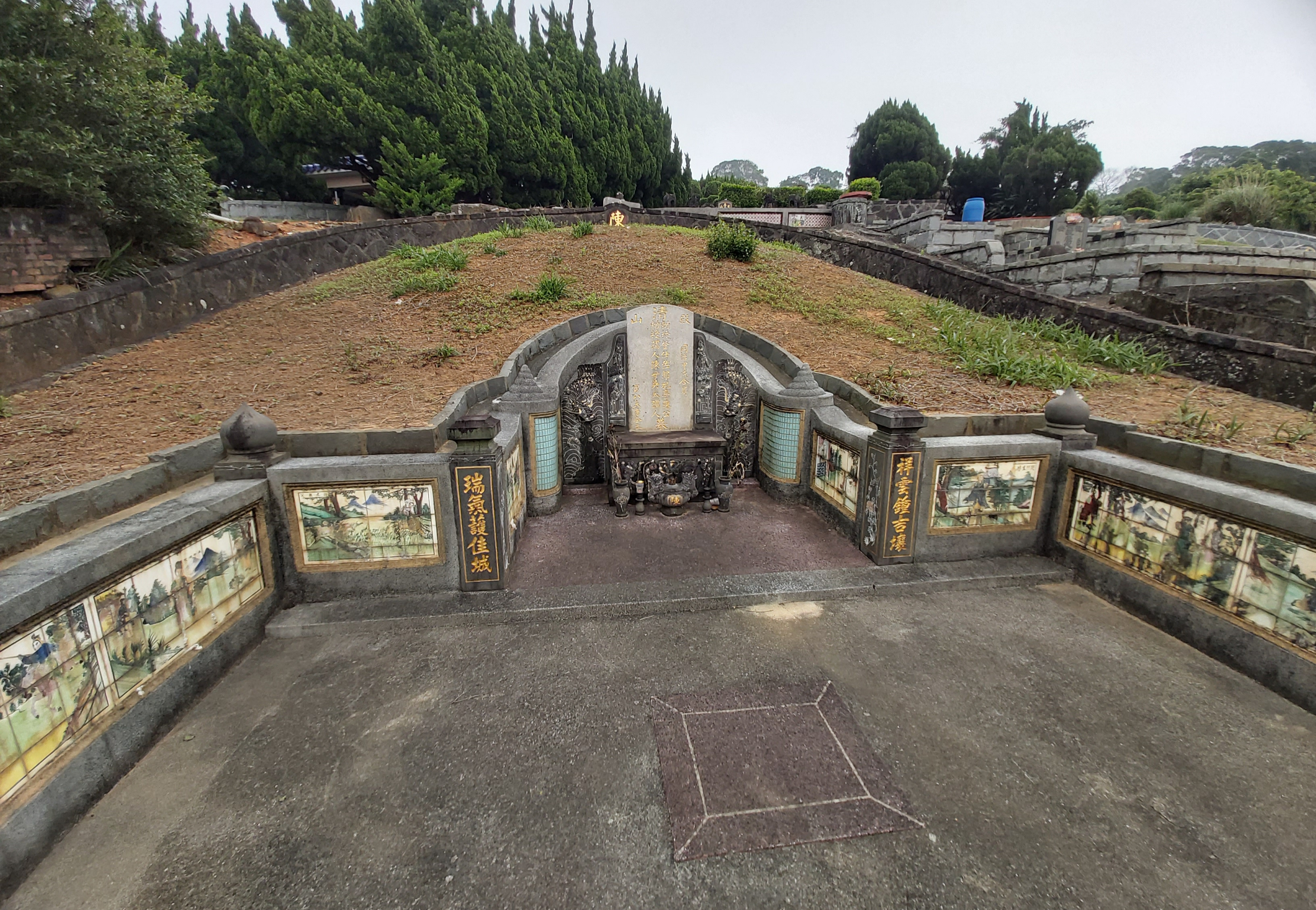
御史路旁的清代從九品散官「敕授登仕佐郎」陳祝亭墓

- 觀音山風景區（包括觀音山、坌嶺吐霧、八里坌古城遺址、觀音山砲台、仙跡石、反經石、硯盤石、凌雲禪寺、獅子頭渡、硬漢嶺、台北西國三十三所靈場）
- 觀音山土雞城
- 旗竿湖農場
- 五股西雲寺（三級古蹟）
- 開山凌雲寺
- 凌雲禪寺
- 寶纈禪寺
- 智光禪寺
- 水碓觀景公園
- 新五路家具大道
- 二重疏洪道五股溼地生態園區
- 蘆堤音樂廣場
- 維格餅家鳳梨酥夢工廠
- 五股準園休閒農場
- 賀聖宮
- 五股守讓堂*萬客隆五股店
- 五股環保藝術公園
- 五股新冪境
- 疏洪追風公園
- 五股公有市場
- 五股夏綠地：五股垃圾山長年是五股地區陰暗的一處，在新北市政府跨局處合作努力下，輔導產業轉型、拆除違章建築、導入永續精神與城市美學，將原先雜亂的垃圾山翻轉成超人氣環保公園，結合休憩步道與生態水池等設施，使五股夏綠地獲獎無數，曾榮獲「國家永續發展獎」、「地方打擊環保犯罪卓越團體獎」、「臺灣健康城市暨高齡友善城市獎綠色城市獎」等多項殊榮。[17][18]

## 抗爭事件
- 洲子尾抗爭事件
- 五股火葬場BOT事件
- 五股電信基地台事件[19][20]

## 近年及未來開發

### 水碓重劃區
90年推出，總銷達25億、規劃650戶的當地指標大案，麗寶機構「阿亮的家」，就位於五股區內、德音國小附近。不過五股區名喚重劃區，腹地卻有限，又沒有足夠吸引大量區外客的條件，因此大規模個案在五股區推出，自然需要更多的時間消化，後來幾年五股區房市轉趨平淡。近年再沒有較大規模的個案出現，推案算是零星，且多為在地小建商投資興建的透天案，客源則算是分散，畢竟透天總價相對較高。

### 五股洲子洋重劃區
洲子洋重劃區位五股都市計劃北側，是五股區自一級洪水平原管制解禁後，第一個市地重劃區。範圍南自五股坑溪、中興路，北至觀音坑溪，東鄰疏洪堤防，西以成泰路為界，全區和五股都市計劃類似，也呈狹長型，占地約52公頃，是全台現今面積最大的民間自辦重劃區。五股洲子洋重劃區緊鄰424公頃的大台北都會公園，主打著1高2快3捷、台北車站10分鐘以及低房價等交通和價錢優勢，吸引許多建商和買家的進入。

### 五股新市鎮
五股新市鎮實施範圍為中山高速公路以北、五股坑溪以南、二重疏洪道以西，與林口台地間之淡水河左岸沖積平原，總面積逾200公頃。洲子洋重劃區南邊至五股工業區的一整片區塊。根據該計畫，這塊新市鎮將以『城市之心，天空之城』，也就是鎖定高產值、低污染之產業主軸(IT都市消費服務倉儲零售及生鮮業)，再搭配右側二重疏洪道都會親水公園，與北側台北港(特定區)、南邊新莊副都心(行政中心)連成一氣，成為一兼具物流、都市消費及綠色產業環的發展廊帶。目前正研議改採「低度開發」模式，將該處的住宅區、商業區，從25％左右降低到5％以下；並同步將產專區、道路公園等設施比例拉高，規畫成「產業專用園區」，大幅降低廢土處理費，也加快開發時程。整個計畫目前正在環評階段，預計最快2022年完成開發，為新北市升格、朱立倫上任後的重點開發擘劃之一。

## 外部連結
- 五股區公所 （页面存档备份，存于）
- 五股區戶政事務所 （页面存档备份，存于）
- 五股區衛生所 （页面存档备份，存于）